# Ignacio Calle
Ignacio Calle Tobón (ur. 16 listopada 1930, zm. 24 lutego 1982) – piłkarz kolumbijski grający podczas kariery na pozycji obrońcy.

## Kariera klubowa
Całą karierę piłkarską Ignacio Calle spędził w Atlético Nacional, w którym grał w latach 1951-1965. Z Atlético Nacional dwukrotnie zdobył mistrzostwo Kolumbii w 1954. Ogółem w latach 1951-1965 rozegrał w lidze kolumbijskiej 346 spotkań.

## Kariera reprezentacyjna
W reprezentacji Kolumbii Calle zadebiutował 20 stycznia 1957 w przegranym 2-3 spotkaniu eliminacji Mistrzostwa Świata w Piłce Nożnej 1958 z Paragwajem. Ostatni raz w reprezentacji wystąpił 4 kwietnia 1962 w zremisowanym 2-2 towarzyskim meczu z Meksykiem.
W tym samym roku został powołany przez selekcjonera Adolfo Pedernerę do kadry na Mistrzostwa Świata w Chile. Na Mundialu był rezerwowym i nie wystąpił w żadnym meczu.
Od 1957 do 1962 roku rozegrał w kadrze narodowej 9 spotkaniach.